# Bretea Română
Bretea Româna là một xã thuộc hạt Hunedoara, România. Dân số thời điểm năm 2002 là 3141 người.